# Eddie Jordan
Edmund "Eddie" Patrick Jordan (Dublin, 30 maart 1948 – Kaapstad, 20 maart 2025) was de oprichter en voormalig eigenaar van Jordan Grand Prix, een Formule 1 constructeur die actief was van 1991 tot 2005. Hij werd in 2009 commentator van de Formule 1 voor de BBC, samen met David Coulthard.

## Vroege carrière
Jordan groeide op in de Ierse plaats Bray waar hij graag tandarts wilde worden. Hij verliet echter de opleiding om als klerk voor de Bank of Ireland te gaan werken. Toen hij, tijdens een staking, op het eiland Jersey moest werken zag hij voor het eerst een kartrace en zijn interesse was direct gewekt. Toen hij terugkeerde naar Dublin kocht hij een kart en begon hij zelf te racen. Zijn eerste race reed hij in 1970 in Bouley Bay, Jersey. In 1971 deed hij voor het eerst mee met het Iers Kart Kampioenschap dat hij direct wist te winnen.

## Autoracen
In 1974 verhuisde Jordan naar de Formule Ford waarin hij twee jaar meestreed. Het seizoen van 1976 moest hij aan zich voorbij laten gaan nadat hij beide benen had gebroken tijdens een ongeluk. Nadat hij was hersteld ging hij rijden in de Formule Atlantic, won hij drie races in 1977 en werd hij Iers Kampioen in 1978. Eddie Jordan en Stefan Johansson raceten samen in de Britse Formule 3 in 1979. Hun bijnaam werd "Team Ierland". In datzelfde jaar reed Jordan een race mee met de Formule 2 en mocht hij een kleine hoeveelheid testwerk verrichten voor Team McLaren.

## Team management
Aan het einde van 1979 zat Jordan financieel krap en richtte hij zijn eerste team op, Eddie Jordan Racing. David Leslie en David Sears reden voor het team en raceten in verscheidene evenementen in Groot-Brittannië. In 1982 was James Weaver de belangrijkste coureur voor het team. Deze ging een jaar later echter Europese Formule 3 rijden en hij werd vervangen door Martin Brundle die tweede werd na Ayrton Senna in het Britse Formule 3 kampioenschap. In 1987 voegde de latere Formule 1-coureur Johnny Herbert zich bij het team en zorgde voor het eerste Formule 3-kampioenschap van het team.

### Formule 1

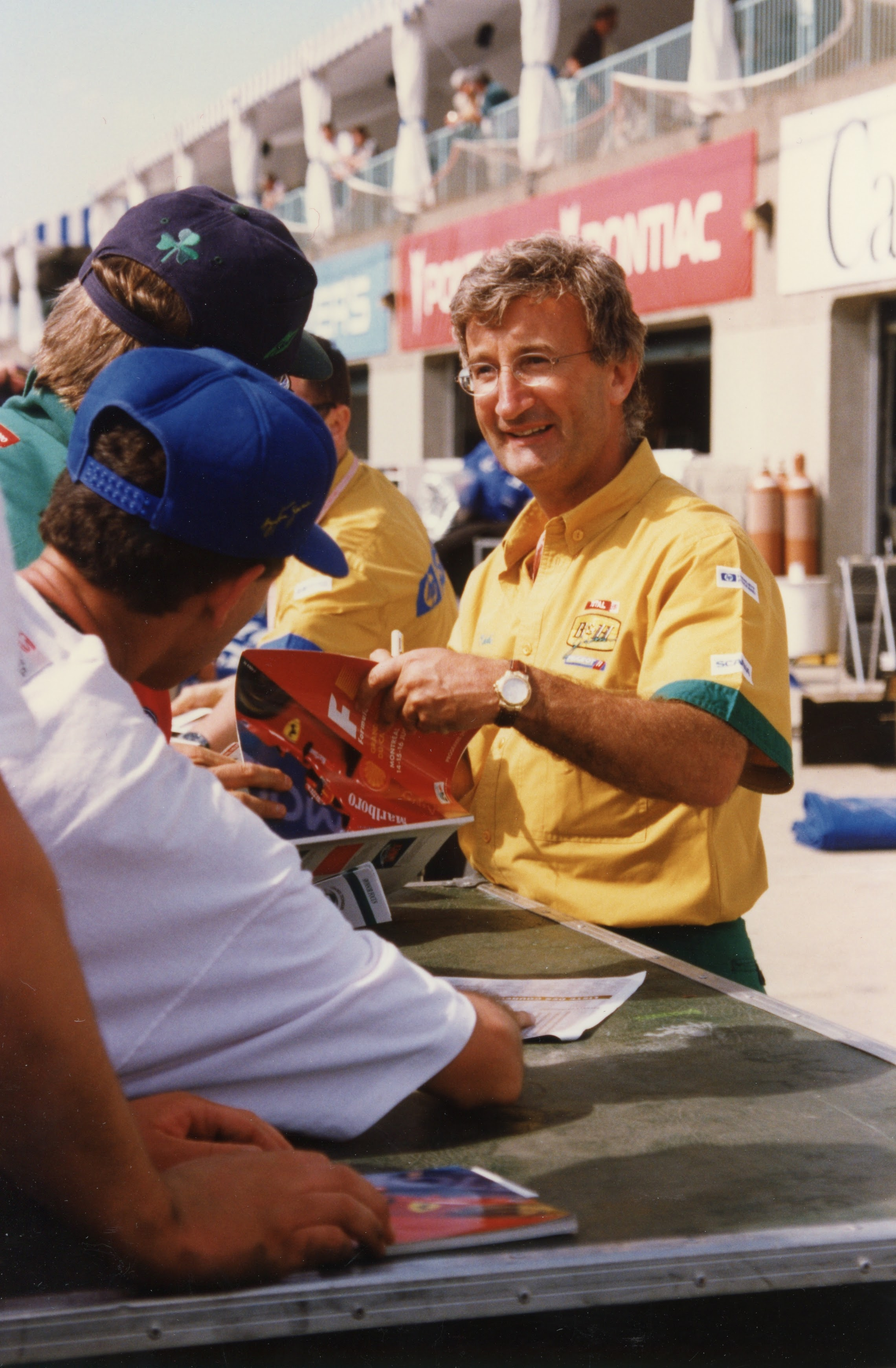
Eddie Jordan als teambaas bij de GP van Canada in 1996.

In 1991 werd de overstap naar de Formule 1 gemaakt en Gary Anderson (autosport) werd ingehuurd als hoofd ontwerper. Het team kreeg snel waardering en respect van andere teams door een aantal onverwacht goede uitslagen tijdens het verloop van het seizoen. Opmerkelijk feit is dat Eddie Jordan een jonge Duitse coureur, genaamd Michael Schumacher, zijn eerste ervaring in een Formule 1-auto geeft. Na één race voor het team te hebben gereden wordt hij weggelokt naar de rivalen van Benetton.
In 1998 haalde het team haar beste prestatie door eerste en tweede te worden tijdens de Grand Prix van België. De coureurs die hiervoor zorgden waren respectievelijk Damon Hill en Ralf Schumacher. Een jaar later werden nieuwe hoogtepunten bereikt toen Heinz-Harald Frentzen ging meedingen voor de wereldtitel, hij zou uiteindelijk derde worden.
In begin 2005 werd het team verkocht aan de Midland Group die nog een jaar lang meedeed onder de naam "Jordan" totdat het team werd omgedoopt tot MF1 Racing in 2006. Later dat seizoen werd het team verkocht aan het Nederlandse Spyker Cars dat in 2007 deelnam aan het kampioenschap als Spyker F1. Een jaar later wisselde het team wederom van eigenaar en het ging verder als Force India. Het team opereert nog steeds vanuit de basis die reeds door Eddie Jordan zelf werd gebruikt. Zijn droom, een "rock and roll team", was echter voorgoed uit elkaar gespat.
In 2009 keerde Jordan terug naar de Formule 1 als commentator voor de BBC.

## Andere interesses

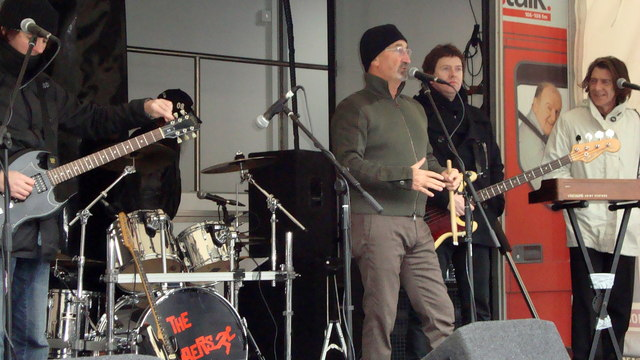
Eddie & The Robbers

Eddie Jordan heeft enige tijd een column geschreven voor het Britse tijdschrift F1 Racing. Daarnaast maakte hij een televisieprogramma genaamd "Eddie Jordan's Bad Boy Racers". Vanaf 2016 en de start van het 23e seizoen was hij copresentator in Top Gear.
Hij hield nog altijd van rock-'n-rollmuziek en hij speelde zelf de drums. Tot 2007 zat hij in een band genaamd "V10". Deze band toerde in een aangepaste samenstelling nog steeds rond onder de naam "Eddie & The Robbers".
Naast racen waren golf en paardrijden hobby's van Eddie Jordan.